# Escargot de Vénétie
Helix cincta
Espèce
Synonymes
- Helix elegans Kobelt, 1907
- Helix giuliae Bourguignat, 1876
- Helix melanotica Rensch, 1928
- Helix pollinii Da Campo, 1849

Statut de conservation UICN

 LC  : Préoccupation mineure
L'escargot de Vénétie (Helix cincta O.F. Müller, 1774) est une espèce d'escargots, des mollusques gastéropodes terrestres, de la famille des Helicidae.

## Répartition
Répandue dans le centre et l'ouest de l'Asie Mineure, les Iles Égée, en Grèce, Albanie, Croatie, Italie du Nord (Friuli, Lombardie).
Il vit dans les habitats rocheux, sous couvert buissonnant.

## Description
Coquille globuleuse, épaisse, d'un diamètre d'environ 28 - 40 mm pour une hauteur de 30 -- 42 mm. Jaunâtre striée irrégulièrement de 5 bandes brunes les trois premières parfois confondus. Intérieur de la coquille le plus souvent brune ou grisatre.
Une espèce ressemblante se rencontrant dans les mêmes biotopes est Helix ligata.